# Anette Toftgård
Anette Toftgård (født 8. juli 1971) er en dansk værtinde. 
Anette Toftgård arbejder som Traumeterapeut, NADA-akupunktør og meditationslærer i eget firma: fromcare.
Hun har de sidste mange år arbejdet som caster på DR, og er stadig tilknyttet opgaver på freelancebasis.
Anette Toftgård blev kendt i 1995, da hun sammen med Casper Christensen var vært på DRs fredagsunderholdningsprogram Husk lige tandbørsten. Efter endt barsel vendte hun i 2001 tilbage til skærmen som vært på realityshowet Big Brother på det daværende TvDanmark 2. Sammen med Timm Vladimir var hun i 2003 vært for talentshowet Popstars Showtime på TV 2, og i 2007 blev hun eventkoordinator på TV 2 Radio.

## Privat
Hun dannede par med Casper Christensen i en årrække og fik to børn med ham.
Casper Christensen og Anette Toftgård gik fra hinanden i 2003.
Toftgård danner nu par med skuespiller Jens Jacob Tychsen, med hvem hun har sønnen Louis.
Hun er mor til i alt tre børn.

## Filmografi
- Nattens engel (1998)